# Babette s'en va-t-en guerre
Pour plus de détails, voir Fiche technique et Distribution.
Babette s'en va-t-en guerre est un film français réalisé par Christian-Jaque et sorti en 1959.

## Synopsis
En 1940, Babette, une jeune provinciale française, se retrouve à Londres où le lieutenant Gérard de Crécy la fait engager comme femme de ménage au Quartier Général de la France libre. Le major Fitzpatrick, officier de renseignement britannique, remarque son étrange ressemblance avec Hilda, l'ex-maîtresse du responsable allemand du débarquement en Angleterre, le général von Arenberg. Après un entraînement intensif, elle est parachutée en France avec Gérard afin d'enlever le général. Mais après le parachutage, incapable de retrouver son beau lieutenant, elle prend seule le train pour Paris. Après diverses péripéties, elle est arrêtée dans un café parisien par « papa Schulz », le chef de la Gestapo, qui l'amène à la Kommandantur, le quartier général des forces d'occupation allemandes à Paris.
Ayant lui aussi remarqué l'extraordinaire ressemblance de Babette avec l'ex-maîtresse du général von Arenberg, Schulz arrange une rencontre fortuite de la petite Française avec le général, de façon qu'elle entre dans l'intimité de celui-ci et puisse renseigner la Gestapo sur ses agissements, car Schulz soupçonne Arenberg d'être un traître à la cause nazie. Le général tombe instantanément sous le charme du sosie de son ex et raccompagne Babette dans le septième arrondissement de Paris chez ses prétendus parents (le duc et la duchesse de Crécy-Lozère), qui sont, en fait, ceux du lieutenant Gérard.
La jeune femme y retrouve celui-ci et lui souffle que c'est l'occasion rêvée pour kidnapper Arenberg et l'embarquer à Londres sauf que des agents de la Gestapo, sur ordre du commandant Schulz, les ont suivis.

## Fiche technique
- Réalisation : Christian-Jaque, assisté de Serge Vallin, Raymond Villette
- Scénario : Raoul J. Lévy, Gérard Oury
- Adaptation : Jean Ferry, Jacques Emmanuel
- Dialogues : Michel Audiard
- Décors : Jean André
- Photographie : Armand Thirard
- Opérateur : Louis Née
- Son : William-Robert Sivel
- Montage : Jacques Desagneaux
- Musique : Gilbert Bécaud - Orchestre dirigé par Raymond Bernard, (éditions Raoul Breton)
- Script-girl : Simone Bourdarias
- Régisseur général : Lucien Lippens
- Administrateur : Georges Valon
- Maquillage : Pierre Berroyer
- Photographe de plateau : Paul Apoteker
- Perruques : Carita
- Production : Iéna-Films, Les Films Ariane
- Chef de production : Raoul Lévy
- Directeur de production : Roger Debelmas, Louis Wipf
- Producteur associé : Alexandre Mnouchkine
- Distribution : Columbia
- Tournage du 15 janvier au 4 avril 1959 dans les studios Franstudio de Joinville et Saint-Maurice
- Enregistrement sonore Westrex - Poste Parisien
- Tirage : Laboratoire Franay L.T.C Saint-Cloud
- Effets spéciaux : L.A.X
- Remerciement aux forces armées françaises de l'association des Français libres et les villes de : Paris, Londres, Sète
- Genre : Comédie
- Pellicule 35 mm, couleur par Eastmancolor, Cinémascope
- Durée : 100 minutes
- Date de sortie : 
  - France : 18 septembre 1959

## Distribution
- Brigitte Bardot : Babette, la jeune et naïve domestique / Hilda (l'ex de von Arenberg) en photo
- Jacques Charrier : Le lieutenant Gérard de Crécy-Lozère
- Francis Blanche : Le commandant Obersturmführer dit « Papa Schulz », chef de la Gestapo
- Hannes Messemer : Le général Franz von Arenberg
- Ronald Howard : Le colonel Fitzpatrick
- Yves Vincent : Le capitaine Darcy
- Pierre Bertin : Le duc Edmond de Crécy-Lozère
- Viviane Gosset : La duchesse Hélène de Crécy-Lozère
- Mona Goya : Madame Fernande
- Noël Roquevert: Le capitaine Gustave Brémont
- Gunter Meisner : Le premier gestapiste
- Michael Cramer : Heinrich
- Jean Carmet: Antoine
- René Havard : Louis, le copain de Crécy
- Jacques Hilling : Le capitaine français
- Charles Bouillaud : Pierrot, un résistant
- Alain Bouvette : Émile
- Max Elloy : Firmin
- Robert Berri : Le sergent Hill, instructeur radio
- Françoise Belin : Mado, une fille
- Ariane Lancell : Une fille
- Jenny Orléans : Une fille
- Jean-Pierre Zola : Le major allemand.
- Roland Barthrop : Le répartisseur
- Lutz Gabor : Un opérateur A1
- Claude Vernier : Un opérateur A1
- André Dalibert : Un paysan
- Albert Michel : Un homme en exode
- Édouard Francomme : Un homme au café
- Bernard Celeyron : Un cascadeur
- Philippe Clair : Un résistant
- Carl Schell
- Jean Valmont
- Max Montavon
- Pierre Durou

## Autour du film
- Il s'agit du premier film français à traiter de la Seconde Guerre mondiale sur le mode de la comédie.
- Les extérieurs ont été tournés en partie à Sète.
- Dans un premier temps, Brigitte Bardot refuse le scénario, qu'elle juge décevant. Le producteur Raoul Lévy fait alors réécrire l'histoire par Gérard Oury, qui travaille alors comme scénariste-dialoguiste. Le scénario est ensuite soumis une nouvelle fois à Bardot, qui l'accepte[1].
- C'est le seul film dans lequel Brigitte Bardot et Jacques Charrier jouent ensemble et forment un couple à l'écran (si on néglige leur apparition, d'ailleurs non créditée au générique, dans L'Affaire d'une nuit d'Henri Verneuil).
- C'est, par ailleurs, le 54e film de Christian-Jaque, un réalisateur qui a notamment à son actif Les Disparus de Saint-Agil, L'Assassinat du père Noël et Fanfan la Tulipe.
- Avec Babette s'en va-t-en guerre dit Christian-Jaque, « j'ai voulu, pour la première fois, montrer Brigitte Bardot aux moins de seize ans. Prouver, enfin, que son talent ne résidait pas seulement dans sa ravissante plastique, mais qu'elle était aussi capable de jouer la comédie »[2].

## Critiques
« Il sera loisible à certains de s'insurger contre le ton badin, caricatural, adopté à l'égard de souvenirs restés héroïques et douloureux. Inconsciemment, Babette vient à l'appui de la thèse de Resnais dans Hiroshima mon amour sur l'oubli. Il sera loisible aussi à ceux qui saluent Hiroshima mon amour de faire la fine bouche ; mais les ambitions de l'auteur ici sont autres et plus limitées. Babette est à la France Libre ce que la Belle Hélène d'Offenbach est à la Guerre de Troie. On peut donc savoir gré à l'auteur d'avoir su trouver un rythme très enlevé et diriger une équipe d'interprètes dont émergent un étourdissant Francis Blanche et une Brigitte Bardot bonne comédienne. »